# 国際連合安全保障理事会決議48
国際連合安全保障理事会決議48（こくさいれんごうあんぜんほしょうりじかいけつぎ48、英: United Nations Security Council Resolution 48, UNSCR48）は、1948年4月23日に国際連合安全保障理事会で採択された決議。パレスチナ情勢に休戦監視機構を設置するものである。

## 概要
決議は、すべての関係者に国際連合安全保障理事会決議46の遵守を呼びかけ、そのために安全保障理事会の実施を支援するパレスチナの停戦を目的とした委員会、つまり国際連合休戦監視機構を設置した。 
決議に際しては、コロンビア、ウクライナ・ソビエト社会主義共和国 、ソビエト連邦の3国が棄権したが、賛成8票で承認された。

## 詳細
以下はその和訳。
安全保障理事会は、
1948年4月17日の決議46（1948）を参照し、パレスチナにおける休戦のための特定の条件を遵守するようすべての関係者に呼びかける。
エルサレムにキャリアのある領事官を有する安全保障理事会加盟国の代表者で構成されるパレスチナ休戦委員会を設置する。ただし、シリア代表は同委員会に参加する用意がないことを表明している。委員会の役割は、安全保障理事会が決議46（1948年）の締約国による実施を監督することを支援することである。
上記委員会に対し、4日以内に委員会の活動と状況の進展について安全保障理事会議長に報告し、その後、安全保障理事会に最新の情報を提供するよう要請する。

委員会、そのメンバー、アシスタント、およびその職員は、委員会がその任務を遂行するために必要であると考える場所に、単独または共同で旅行する権利を有する。
事務総長は、パレスチナに関する状況の特別な緊急性を考慮して、委員会が必要とする人員および援助を提供する。